# Dorylus distinctus
Dorylus distinctus är en myrart som beskrevs av Santschi 1910. Dorylus distinctus ingår i släktet Dorylus och familjen myror. Inga underarter finns listade i Catalogue of Life.